# اگرا کوز
اگرا کوز (به انگلیسی: Agra Kuz) یک منطقهٔ مسکونی در پاکستان است که در خیبر پختونخوا واقع شده‌است.